# Akodon affinis
Espèce
Synonymes
- Akodon (Akodon) affinis (J. A. Allen, 1912)[2]
- Akodon tolimae J. A. Allen, 1913[3]
- Microxus affinis J. A. Allen, 1913[4]

Statut de conservation UICN

 LC  : Préoccupation mineure
Répartition géographique
Akodon affinis est une espèce de rongeurs de la famille des Cricetidae endémique de Colombie

## Répartition et habitat
Cette espèce est endémique de Colombie où elle est présente dans les Andes entre 1 300 et 3 000 m d'altitude.

## Description
L'holotype de Akodon affinis, un mâle, mesure 90 mm (tête et corps) et présente une queue de 70 mm. Son dos est brun sombre avec des poils présentant des pointes jaunâtres donnant à l'ensemble un teinte olivâtre. Son ventre est brun grisâtre foncé.

## Publication originale
- (en) J. A. Allen, « Mammals from western Colombia », Bulletin of the American Museum of Natural History, New York, Musée américain d'histoire naturelle, vol. 31, no 7,‎ 1912, p. 71-95 (ISSN 0003-0090 et 1937-3546, OCLC 1287364, lire en ligne).